# Spondylometa-epifysaire dysplasie, type Strudwick

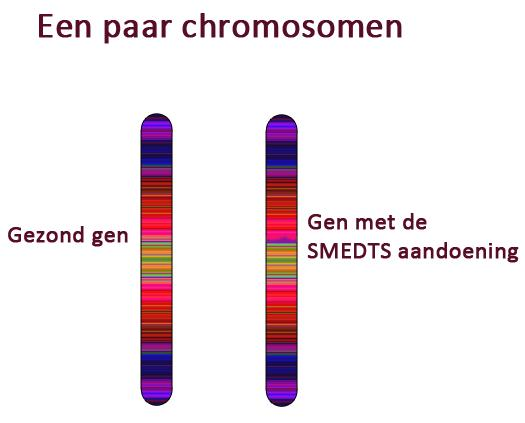
Chromosomenpaar waarbij het SMEDTS-gen duidelijk aanwezig is

Spondylometa-epifysaire dysplasie, type Strudwick (SMEDTS) is een erfelijke groeistoornis en een van de vormen van Spondyloepifysaire dysplasie congenita (SEDc). De aandoening is zeer zeldzaam. Al tijdens de zwangerschap is de ontwikkeling van de groeischijven en het kraakbeen verstoord waardoor die zich niet optimaal kunnen ontwikkelen.

## Verschijnselen
Bij een patiënt met SMEDTS werken de groeischijven en het kraakbeen niet goed. Bij patiënten uit dit zich in een lengte van 100 cm tot 140 cm. Verder is de romp kort door een scoliose en de ledematen zijn lang in vergelijking met de romp. Een SMEDTS-patiënt loopt vaak wat ‘waggelig’ door de onderontwikkelde heupen. Verder zijn alle gewrichten van een SMEDTS-patiënt kartelig in plaats van rond. Hierdoor zitten de gewrichten vaak vast, groeien ze scheef en slijten zij snel.
Kenmerken zijn:
- Scheve wervelkolom scoliose
- Korte romp door de scoliose
- Verhoudingsgewijs lange armen en benen
- Krakende en schurende gewrichten
- Lopen als een pinguïn vanwege de onderontwikkelde heupen
- Vingers of tenen die kromgroeien

## Chromosomen
De oorzaak is genetisch. In elk paar van de chromosomen zitten genen. Bij een patiënt met SMEDTS zijn er in één paar chromosomen twee delen van een gen vermengd in plaats van netjes afgesloten. Deze mix van twee genen zorgt ervoor dat de patiënt een eiwit mist, dat ervoor zorgt dat de groeischijven correct groeien en de gewrichten zijn afgerond.
De aandoening is er een van een spectrum van skeletaandoeningen veroorzaakt door mutaties in het COL2A1-gen. Het eiwit dat door dit gen wordt gecodeerd vormt type-II-collageen, een molecuul dat vooral voorkomt in kraakbeen en in de heldere gelei in het oog, het glasvocht. Type-II-collageen is onontbeerlijk voor een normale ontwikkeling van bot en andere steun- en bindweefsels.Belangrijk om te weten is dat de ouders geen drager hoeven te zijn van het gen.

## Heupen en rug
Vooral de heupen en de rug van een patiënt met SMEDTS zijn zwak. De botten in de heupen zijn zacht, hierdoor groeien de kop en de kom scheef en aan elkaar. Vandaar dat op jonge leeftijd vaak al wordt besloten om met pennen de heupkop vast te zetten tot deze goed is gegroeid.
Een patiënt met SMEDTS zal vaak al jong kunstheupen krijgen, gemiddeld rond het twintigste levensjaar. Het ligt aan het lichaamsgewicht hoe vaak de kunstheupen moeten worden vervangen. De ervaring van patiënten is, dat de nieuwe heupen een stuk beter voelen en lopen dan de eigen heupen die versleten waren.
Een patiënt met SMEDTS krijgt hoe dan ook een scoliose (het scheef groeien van de ruggengraat). Bij de geboorte is deze scoliose al aanwezig. Met een korset is de scoliose op jonge leeftijd deels tegen te gaan, maar een operatie is noodzakelijk. Er worden dan drie pennen tegen de ruggengraat gezet, waardoor de ruggengraat gedwongen wordt recht te groeien. Helaas groeien de patiënten na de operatie vaak nog wat door waardoor er aan de linker of rechterkant van de romp een bochel ontstaat.

## Levensloop
Bij de laatste weken van de zwangerschap of tijdens de eerste weken van de geboorte is aan de baby  te zien dat de groei niet goed is gegaan. Door middel van bloedonderzoek kunnen andere vormen van dwerggroei worden uitgesloten. Omdat de aandoening extreem zeldzaam is, wordt vaak pas op latere leeftijd ontdekt dat de patiënt SMEDTS heeft.
Als het kind gaat lopen worden de eerste heupproblemen zichtbaar. Het kind leert lopen, maar loopt op een vreemde manier, waggelend als een pinguïn. Ook wil het kind vaak al snel zitten, dit vanwege pijn en ongemak in de heupen.
Zodra is vastgesteld dat er iets mis is met de heupen worden er plannen voor operaties gemaakt.
Naast operaties aan de heupen in de kinderjaren moet er ook rekening worden gehouden met operaties in de tienerjaren aan de rug. De operaties die na de tienerjaren volgen, hebben vooral met slijtage van de gewrichten te maken en zijn per patiënt verschillend. In elk geval worden de heupen minimaal een keer vervangen.

## Groeihormonen
Het gebruiken van groeihormonen heeft bij deze patiënten weinig zin en kan averechts werken. De groeihormonen werken weinig tot niet en kunnen ertoe leiden dat de scoliose explosief verergert. Doordat de scoliose door de groeihormonen in gang wordt gezet, is een scolioseoperatie aan de rug op jongere leeftijd sneller noodzakelijk terwijl deze het best zo lang mogelijk uitgesteld kan worden.